# Tetrapterys seleriana
Tetrapterys seleriana är en tvåhjärtbladig växtart som beskrevs av Franz Josef Niedenzu. Tetrapterys seleriana ingår i släktet Tetrapterys och familjen Malpighiaceae. Inga underarter finns listade i Catalogue of Life.